# Marcos Helman
Marcos Helman (Firmat, Provincia de Santa Fe, 21 de abril de 1999) es un baloncestista argentino que se desempeña como ala-pívot en Caza y Pesca de la Liga Metropolitana de FEBAMBA en Argentina.

## Trayectoria
Formado en la cantera de Argentino de Firmat, fue más tarde reclutado por Ferro. Allí se acopló al equipo juvenil que competía en la Liga de Desarrollo y en los torneos de FEBAMBA. Hizo su debut en la Liga Nacional de Básquet el 13 de febrero de 2018 en un enfrentamiento de su equipo ante San Lorenzo. 
En enero de 2019 fue transferido a Tomás de Rocamora de La Liga Argentina como sustituto del lesionado Tomás Verbauwede. Al concluir la temporada, renovó su vínculo con la institución entrerriana, permaneciendo allí hasta 2022.
En enero de 2023, luego de jugar un semestre para Argentino de Firmat en torneos santafesinos, fue fichado por Gimnasia y Esgrima La Plata de La Liga Argentina.

### Clubes
| Club                        | País      | Año             |
| --------------------------- | --------- | --------------- |
| Ferro                       | Argentina | 2018            |
| Tomás de Rocamora           | Argentina | 2019 - 2022     |
| Argentino de Firmat         | Argentina | 2022            |
| Gimnasia y Esgrima La Plata | Argentina | 2023            |
| Caza y Pesca                | Argentina | 2023            |
| Gimnasia y Esgrima La Plata | Argentina | 2023 - 2024     |
| Argentino de Firmat         | Argentina | 2024            |
| Caza y Pesca                | Argentina | 2024 - Presente |